# کلیسای جامع ریگا
کلیسای جامع ریگا (لتونیایی: Rīgas Doms) یک کلیسای جامع لوتریانیسم در شهر ریگا، لتونی است.
این کلیسا که در سال ۱۲۱۱ میلادی بنیان‌گذاری شده دارای برجی به ارتفاع ۹۰ متر می‌باشد.

## نگارخانه

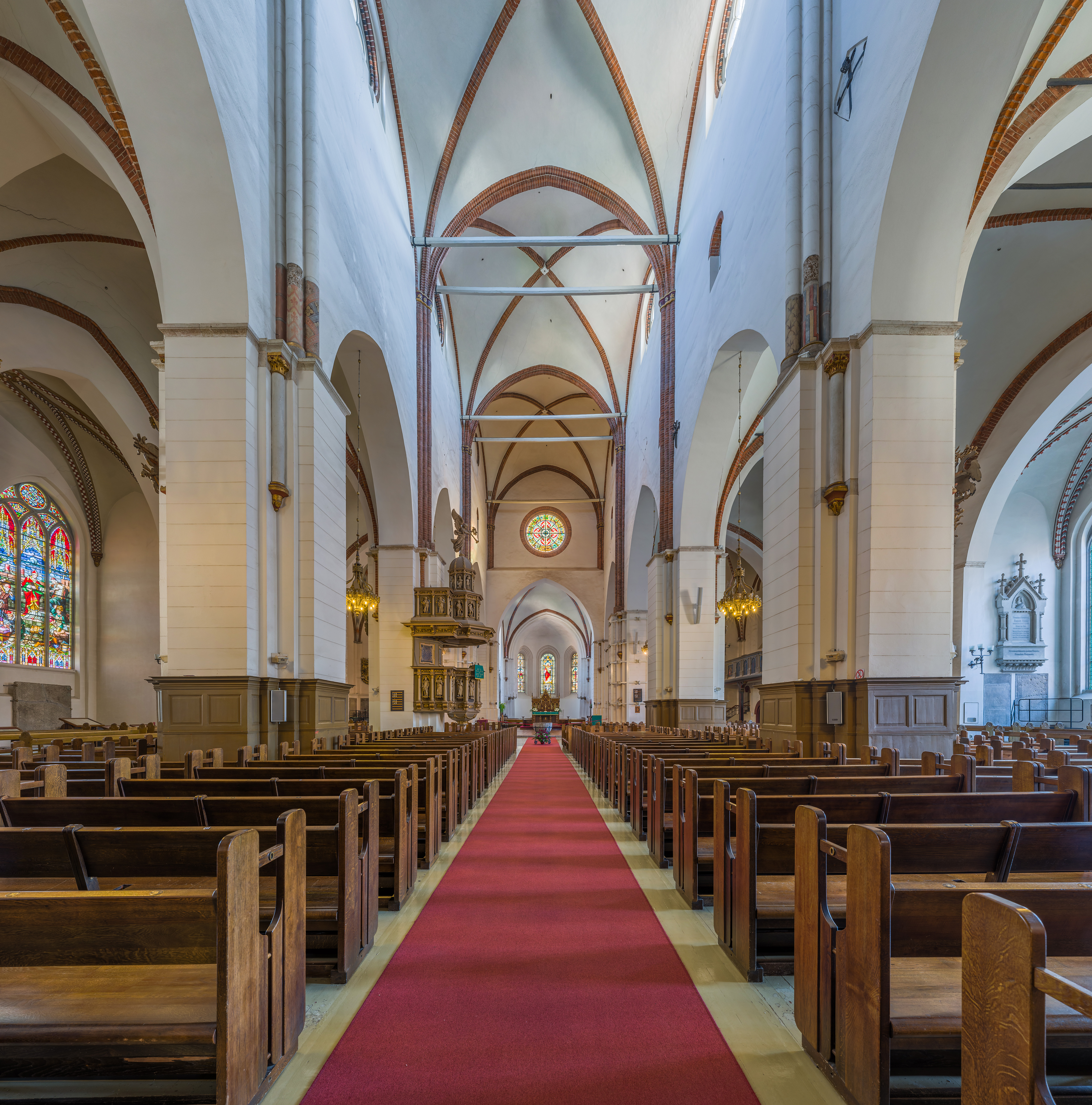
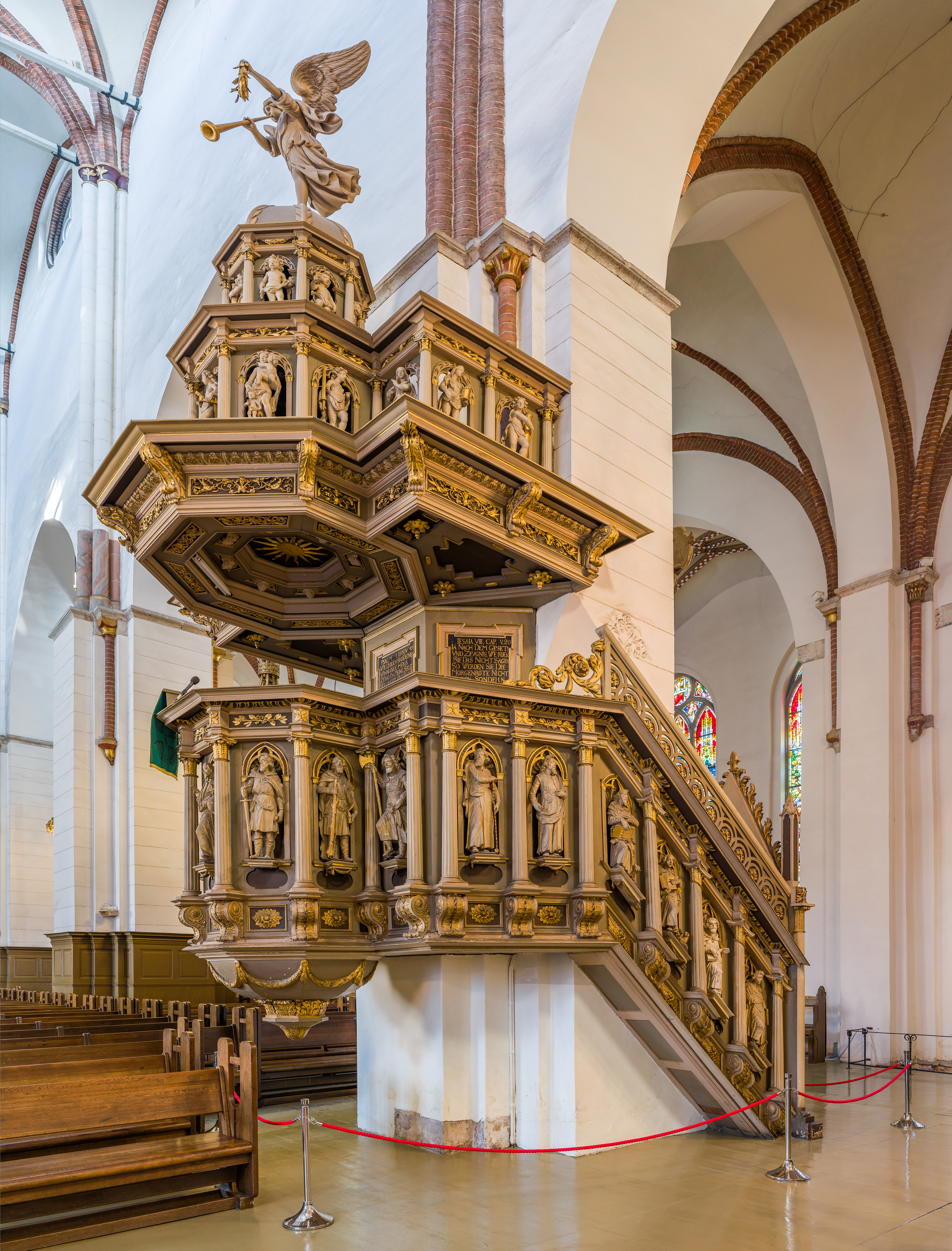
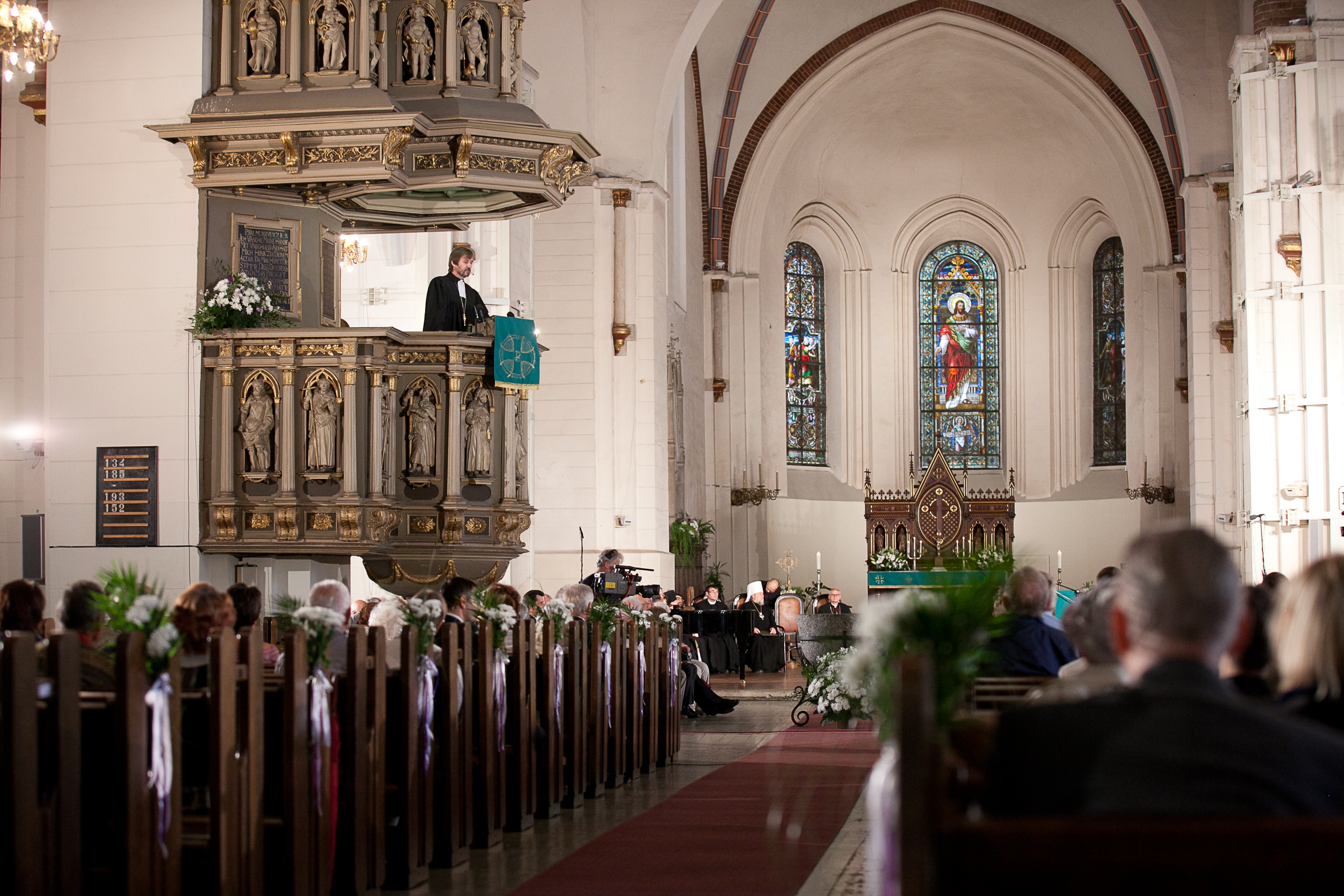
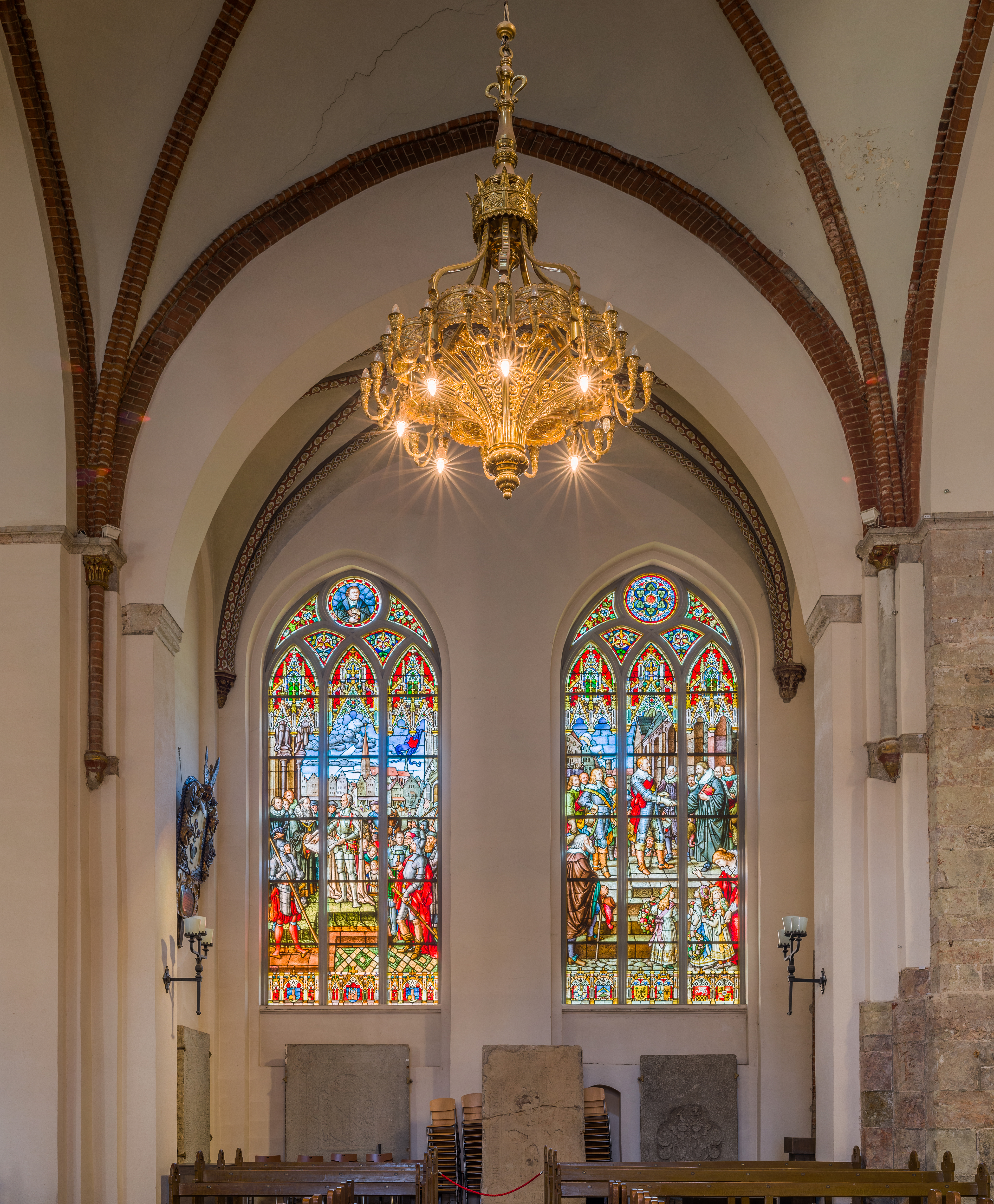
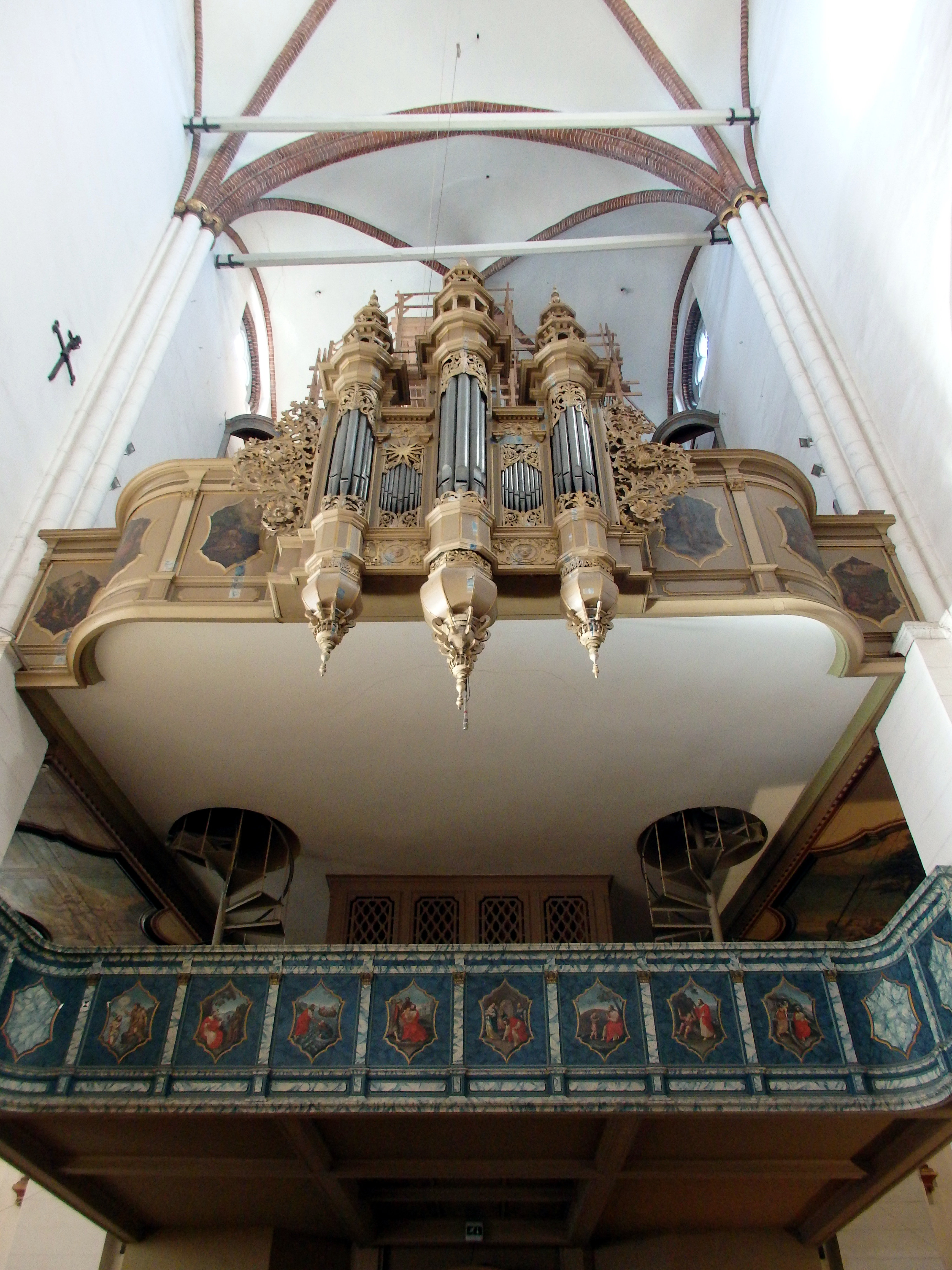
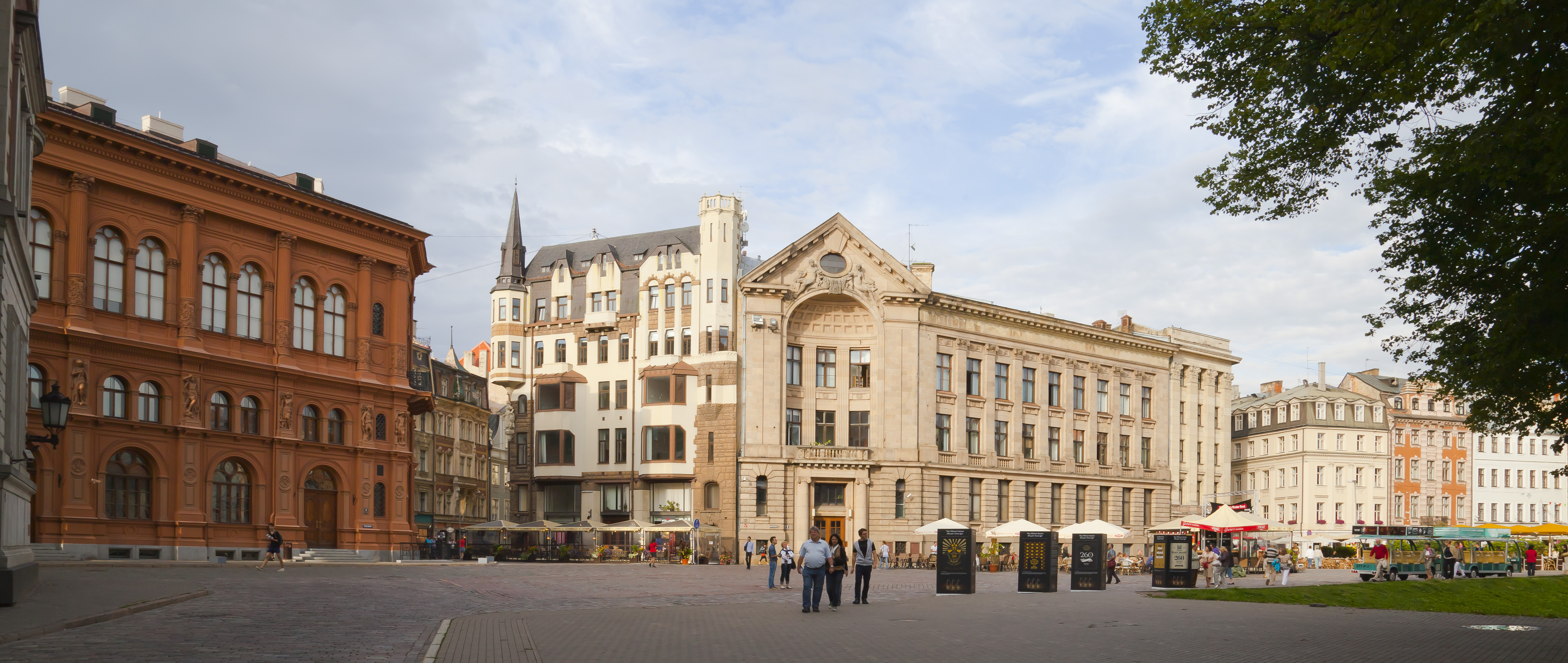
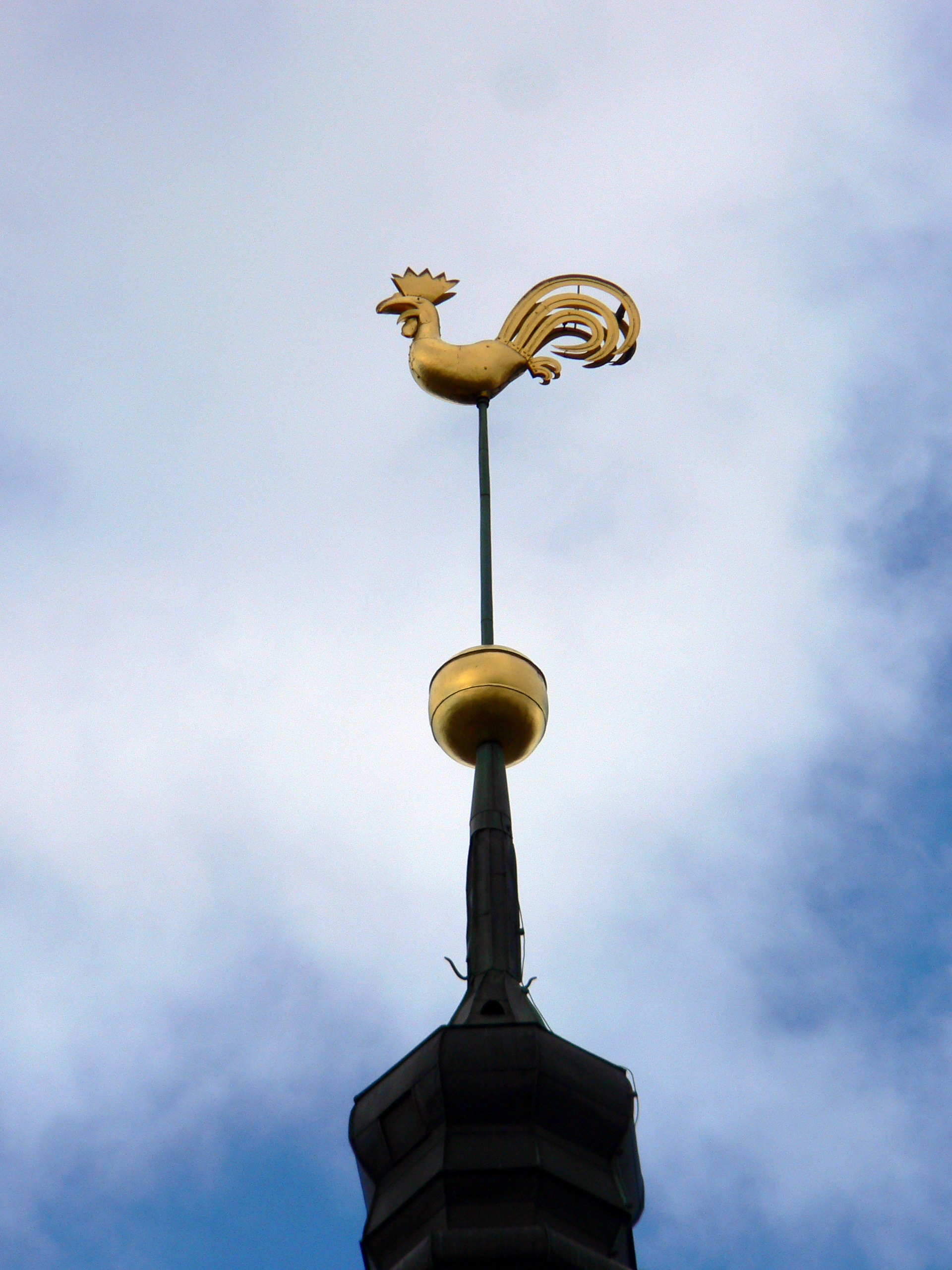
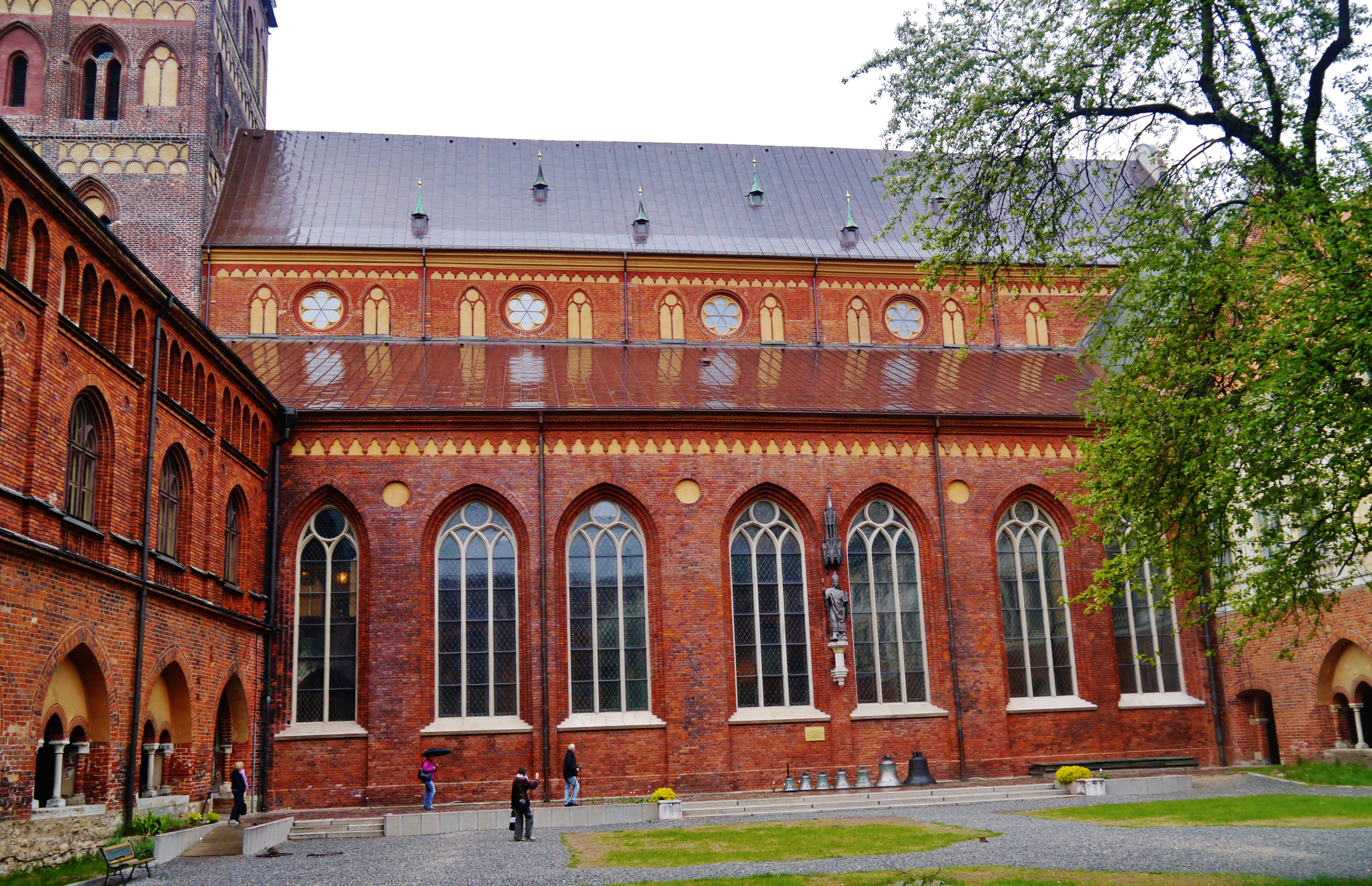
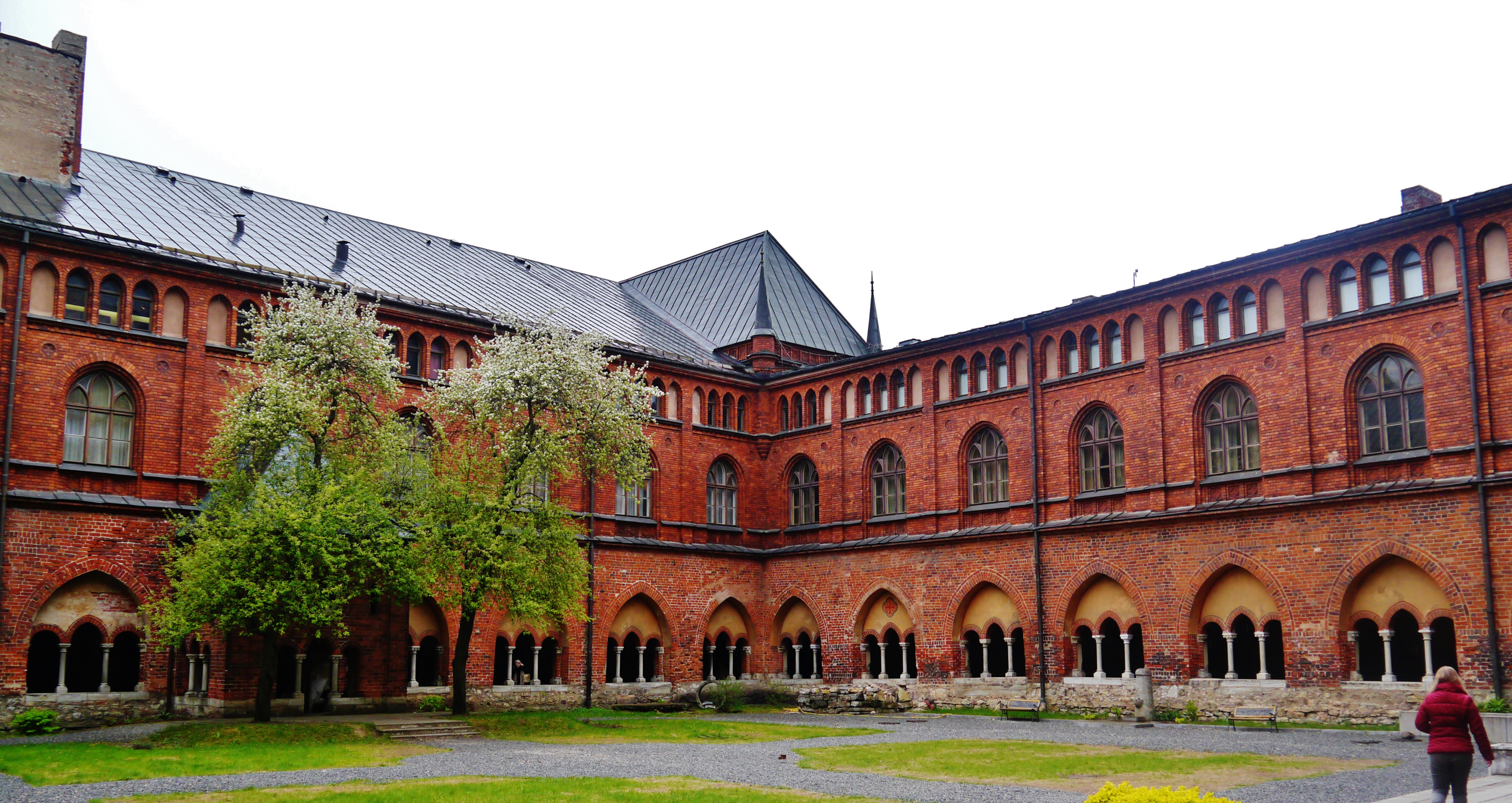
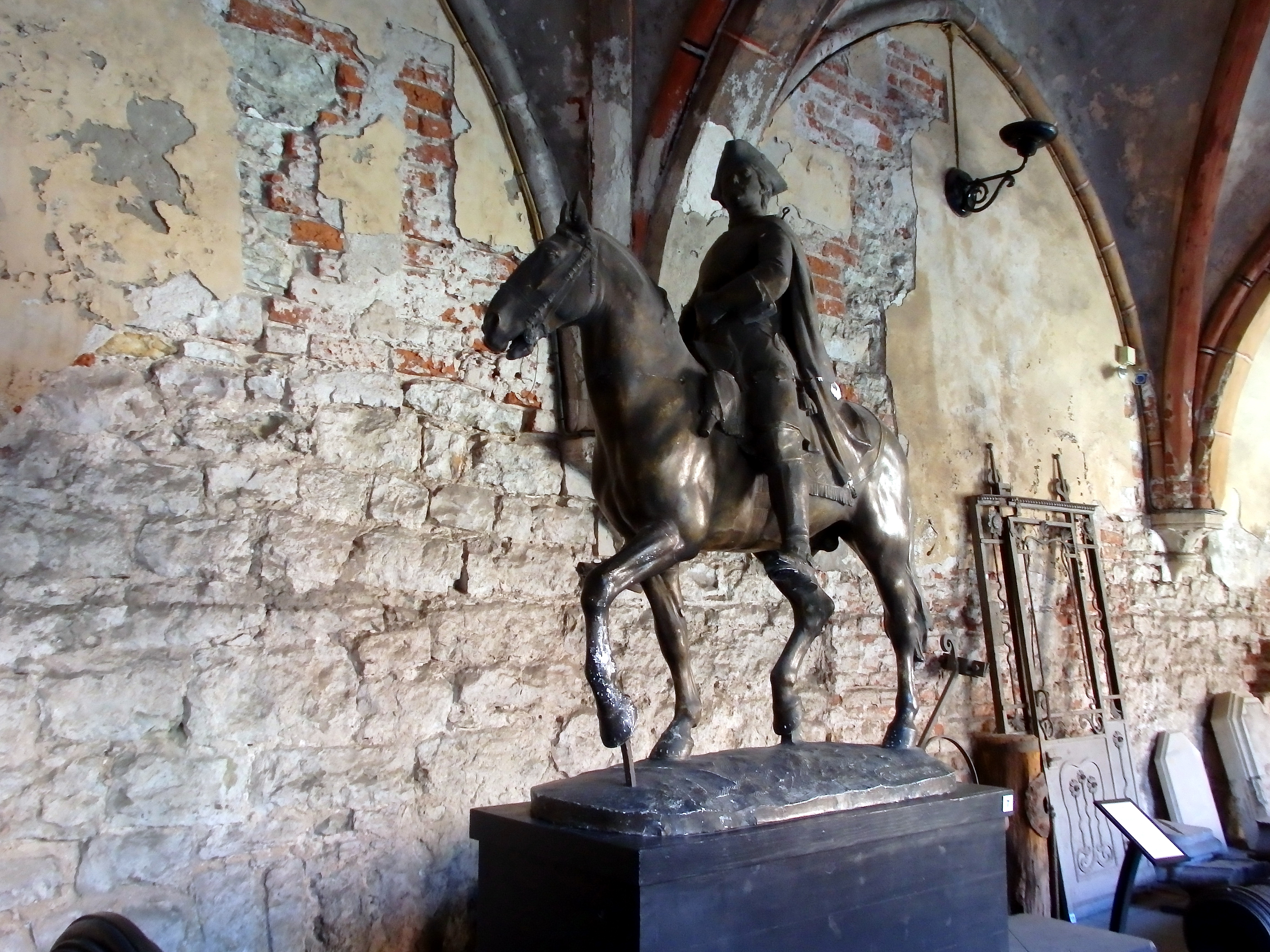
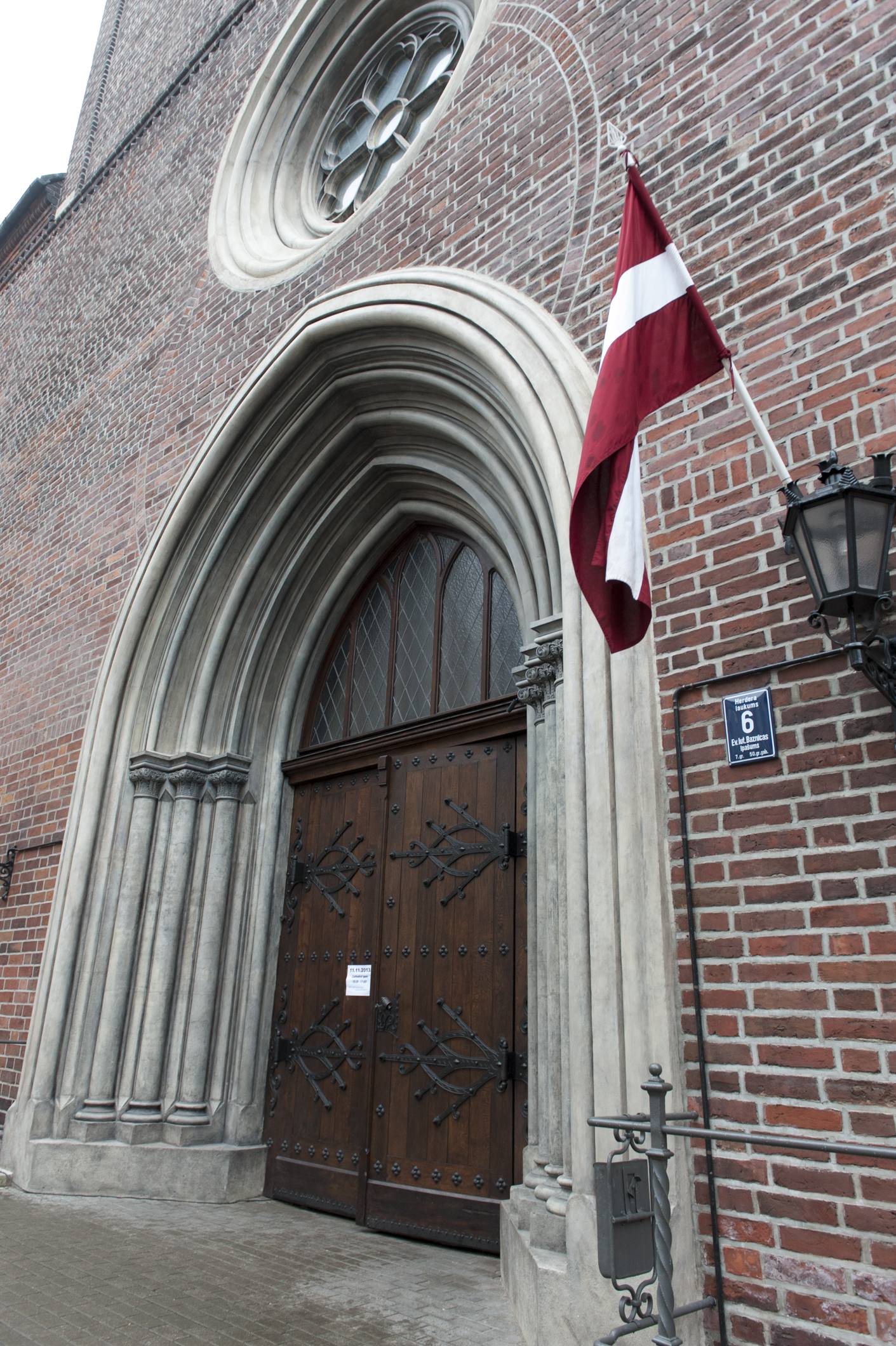